# 步辇图
《步辇图》傳為唐朝画家阎立本的作品之一，描繪贞观十四年（640年），吐蕃贊普松赞干布派使者禄东赞到长安通聘朝见唐太宗时的场景。
现存画作為設色絹本，高38.5公分，寬129公分，被认为是宋朝摹本，現存于北京故宫博物院。1972年，《步辇图》在故宫博物院“修复计划”中被改动，故宫博物院的11位专家为这一行为签字作保。但此次改动，引起争议。

## 修復爭議
中國陝西省美術家協會老畫家寧恩寶，對於北京故宮修復後的《步輦圖》版本（1972年）與修復前版本（1959年）的明顯差異，曾提出以下質疑：
- 修復版中，唐太宗的右手及手中攥著的白布袋被抹去。這白布袋可能裝了題記中所說封禄东赞为右卫大将军的的印信，稱為「鱼符袋」，是三品以上官员出入宫廷的身份标识。此袋顯示本圖的主題是封禄东赞为右卫大将军。
- 靠近唐太宗的右膝下，有一抬步輦的宮女。修復前，可明顯看到她左手手指和指關節。但修復後，圖中那位宮女的左手手掌與袖箍之間的銜接處，被用白色顏料向外擴展，成為一個上下垂直的長方形，使左手變成宮女上衣袖筒的一部分。使這名宮女失去了用手抬步輦的動作，看起來像隨同走動的閒人。
- 修復前，唐太宗胸前的長方形盒子下垂下一根直線，連接他手中的白布袋。緊挨著垂直線，還有一條向左彎的線條，寧恩寶認為這條線才是那位宮女上衣袖筒的外沿輪廓線。可是，在改動後的《步輦圖》中，拴白布袋的那條垂直線成了宮女衣袖的一部分，而原來的弧線被視為多餘之物抹去。這樣一改，不但「殘」了唐太宗的右手，同時也丟失了他右手所握的重要標誌物———白布袋。

## 外部連結
1. 人民網－煥燦的盛唐畫風——閻立本《步輦圖》 （页面存档备份，存于）
2. 從《步輦圖》穿越到大唐 一睹求親勝景 （页面存档备份，存于）
3. 中國考古網－《步輦圖》——禁止出國（境）展覽文物 （页面存档备份，存于）
4. 美術網－步輦圖
5. 中國傳世名畫全集網－《步輦圖》唐•閻立本——中國十大傳世名畫 （页面存档备份，存于）
6. 中國書畫網－唐畫家閻立本所繪《步輦圖》 （页面存档备份，存于）
7. 红叶山古籍文库－唐 阎立本 步辇图 绢本38.5×129 （页面存档备份，存于）